# Stará Červená Voda - lesní komplex
Stará Červená Voda - lesní komplex este o arie protejată (arie specială de conservare — SAC, sit de importanță comunitară — SCI) din Republica Cehă întinsă pe o suprafață de 331,97 ha, integral pe uscat.

## Localizare
Centrul sitului Stará Červená Voda - lesní komplex este situat la coordonatele 50°20′28″N 17°11′08″E / 50.341111°N 17.185556°E.

## Înființare
Situl Stará Červená Voda - lesní komplex a fost declarat sit de importanță comunitară în mai 2016 pentru a proteja 1 specie de animale. Situl a fost protejat și ca arie specială de conservare în septembrie 2018.

## Biodiversitate
Situată în ecoregiunea continentală, aria protejată nu include niciun habitat protejat.
La baza desemnării sitului se află o specie protejată de  amfibieni: izvoraș-cu-burta-galbenă (Bombina variegata).